# European Golden League maschile 2025
L'European Golden League 2025, 21ª edizione dell'omonima competizione maschile di pallavolo, si è svolta dal 6 giugno al 6 luglio 2025: al torneo hanno partecipato dodici squadre nazionali europee e la vittoria finale è andata per la prima volta alla Finlandia.

## Regolamento

### Formula
La formula ha previsto:
- Fase a gironi, disputata con girone all'italiana: le prime tre classificate e la squadra del paese organizzatore (nel caso in cui sia stata tra le prime tre classificate, si è qualificata la quarta classificata) hanno acceduto alla fase finale mentre l'ultima classificata è retrocessa in European Silver League 2026.
- Fase finale, disputata con semifinali, finale terzo posto e finale.

### Criteri di classifica
Se il risultato finale è stato di 3-0 o 3-1 sono stati assegnati 3 punti alla squadra vincente e 0 a quella sconfitta, se il risultato finale è stato di 3-2 sono stati assegnati 2 punti alla squadra vincente e 1 a quella sconfitta.
L'ordine del posizionamento in classifica è stato definito in base a:
- Numero di partite vinte;
- Punti;
- Ratio dei set vinti/persi;
- Ratio dei punti realizzati/subiti;
- Risultati degli scontri diretti.

## Squadre partecipanti
| Squadra            | Qualificazione                     | Ultima partecipazione       |
| ------------------ | ---------------------------------- | --------------------------- |
| Croazia            | 2ª in European Golden League 2024  | European Golden League 2024 |
| Finlandia          | 7ª in European Golden League 2024  | European Golden League 2024 |
| Grecia             | Wild card                          | European League 2015        |
| Israele            | 1ª in European Silver League 2024  | European League 2017        |
| Lettonia           | Wild card                          | European Golden League 2022 |
| Macedonia del Nord | 10ª in European Golden League 2024 | European Golden League 2024 |
| Montenegro         | Wild card                          | European League 2014        |
| Portogallo         | 8ª in European Golden League 2024  | European Golden League 2024 |
| Rep. Ceca          | 3ª in European Golden League 2024  | European Golden League 2024 |
| Romania            | 9ª in European Golden League 2024  | European Golden League 2024 |
| Slovacchia         | Wild card                          | European Golden League 2023 |
| Spagna             | 6ª in European Golden League 2024  | European Golden League 2024 |

## Torneo

### Fase a gironi

#### Prima settimana

##### Girone 1
| 6 giugno 2025 Sportska sala Park, Strumica Durata: 2h:08 - Spettatori: ? | Croazia   | 1 - 3 | Israele   | 23-25, 26-24, 22-25, 22-25 |
| 7 giugno 2025 Sportska sala Park, Strumica Durata: 1h:56 - Spettatori: ? | Rep. Ceca | 3 - 1 | Croazia   | 25-23, 23-25, 25-23, 25-20 |
| 8 giugno 2025 Sportska sala Park, Strumica Durata: 1h:56 - Spettatori: ? | Israele   | 3 - 1 | Rep. Ceca | 25-27, 25-23, 25-19, 25-22 |

##### Girone 2
| 6 giugno 2025 Inter hala Pasienky, Bratislava Durata: 1h:14 - Spettatori: 1 350 | Finlandia          | 3 - 0 | Slovacchia         | 25-21, 25-12, 25-13 |
| 7 giugno 2025 Inter hala Pasienky, Bratislava Durata: 1h:12 - Spettatori: 350   | Macedonia del Nord | 0 - 3 | Finlandia          | 20-25, 15-25, 19-25 |
| 8 giugno 2025 Inter hala Pasienky, Bratislava Durata: 1h:32 - Spettatori: 1 250 | Slovacchia         | 3 - 0 | Macedonia del Nord | 25-21, 25-22, 25-23 |

##### Girone 3
| 6 giugno 2025 Kleisto Gymnastīrio T9, Arta Durata: 2h:15 - Spettatori: 700 | Spagna     | 1 - 3 | Grecia     | 20-25, 30-28, 18-25, 22-25 |
| 7 giugno 2025 Kleisto Gymnastīrio T9, Arta Durata: 1h:52 - Spettatori: 150 | Portogallo | 1 - 3 | Spagna     | 21-25, 18-25, 25-19, 24-26 |
| 8 giugno 2025 Kleisto Gymnastīrio T9, Arta Durata: 2h:11 - Spettatori: 800 | Grecia     | 3 - 1 | Portogallo | 16-25, 25-23, 25-23, 25-23 |

##### Girone 4
| 6 giugno 2025 Sala Sporturilor, Mioveni Durata: 1h:21 - Spettatori: 300 | Montenegro | 0 - 3 | Romania    | 19-25, 16-25, 19-25               |
| 7 giugno 2025 Sala Sporturilor, Mioveni Durata: 2h:22 - Spettatori: 70  | Lettonia   | 3 - 2 | Montenegro | 22-25, 25-21, 25-19, 21-25, 15-10 |
| 8 giugno 2025 Sala Sporturilor, Mioveni Durata: 1h:28 - Spettatori: 300 | Romania    | 3 - 0 | Lettonia   | 25-23, 25-20, 25-21               |

#### Seconda settimana

##### Girone 5
| 13 giugno 2025 Sportska dvorana Verde, Podgorica Durata: 1h:20 - Spettatori: 185 | Rep. Ceca  | 3 - 0 | Montenegro | 25-23, 25-22, 25-14        |
| 14 giugno 2025 Sportska dvorana Verde, Podgorica Durata: 1h:52 - Spettatori: 38  | Finlandia  | 3 - 1 | Rep. Ceca  | 20-25, 25-14, 25-22, 25-23 |
| 15 giugno 2025 Sportska dvorana Verde, Podgorica Durata: 1h:14 - Spettatori: 130 | Montenegro | 0 - 3 | Finlandia  | 18-25, 10-25, 23-25        |

##### Girone 6
| 13 giugno 2025 Daugavpils Olimpiskais centrs, Daugavpils Durata: 2h:25 - Spettatori: 712 | Macedonia del Nord | 3 - 2 | Lettonia           | 18-25, 25-19, 20-25, 25-23, 25-23 |
| 14 giugno 2025 Daugavpils Olimpiskais centrs, Daugavpils Durata: 1h:23 - Spettatori: 107 | Grecia             | 3 - 0 | Macedonia del Nord | 25-22, 25-21, 25-20               |
| 15 giugno 2025 Daugavpils Olimpiskais centrs, Daugavpils Durata: 2h:05 - Spettatori: 732 | Lettonia           | 1 - 3 | Grecia             | 25-23, 23-25, 17-25, 22-25        |

##### Girone 7
| 13 giugno 2025 Dvorana Krešimira Ćosića, Zara Durata: 1h:59 - Spettatori: 120 | Spagna  | 3 - 1 | Croazia | 25-23, 23-25, 25-22, 25-19        |
| 14 giugno 2025 Dvorana Krešimira Ćosića, Zara Durata: 1h:19 - Spettatori: 20  | Romania | 3 - 0 | Spagna  | 25-19, 25-20, 25-20               |
| 15 giugno 2025 Dvorana Krešimira Ćosića, Zara Durata: 2h:25 - Spettatori: 120 | Croazia | 2 - 3 | Romania | 21-25, 22-25, 29-27, 25-20, 14-16 |

##### Girone 8
| 13 giugno 2025 Pavilhão Municipal Vairinhos, Loulé Durata: 2h:09 - Spettatori: 1 100 | Slovacchia | 1 - 3 | Portogallo | 16-25, 29-27, 23-25, 16-25        |
| 14 giugno 2025 Pavilhão Municipal Vairinhos, Loulé Durata: 1h:46 - Spettatori: 50    | Israele    | 3 - 1 | Slovacchia | 25-23, 25-18, 23-25, 25-15        |
| 15 giugno 2025 Pavilhão Municipal Vairinhos, Loulé Durata: 2h:20 - Spettatori: 1 200 | Portogallo | 2 - 3 | Israele    | 13-25, 18-25, 25-20, 26-24, 14-16 |

#### Terza settimana

##### Girone 9
| 20 giugno 2025 Sportska sala Park, Strumica Durata: 1h:22 - Spettatori: 50    | Israele            | 3 - 0 | Macedonia del Nord | 25-22, 25-16, 25-18        |
| 21 giugno 2025 Sportska sala Park, Strumica Durata: 2h:02 - Spettatori: 50    | Montenegro         | 1 - 3 | Israele            | 27-25, 20-25, 15-25, 21-25 |
| 22 giugno 2025 Sportska sala Park, Strumica Durata: 1h:31 - Spettatori: 1 000 | Macedonia del Nord | 3 - 0 | Montenegro         | 25-20, 25-21, 25-13        |

##### Girone 10
| 20 giugno 2025 Pabellón Municipal de Deportes, Lugo Durata: 2h:34 - Spettatori: 600 | Slovacchia | 2 - 3 | Spagna     | 21-25, 25-22, 25-16, 17-25, 14-16 |
| 21 giugno 2025 Pabellón Municipal de Deportes, Lugo Durata: 2h:08 - Spettatori: 200 | Lettonia   | 1 - 3 | Slovacchia | 25-15, 20-25, 23-25, 23-25        |
| 22 giugno 2025 Pabellón Municipal de Deportes, Lugo Durata: 1h:20 - Spettatori: 550 | Spagna     | 3 - 0 | Lettonia   | 25-22, 25-22, 25-13               |

##### Girone 11
| 19 giugno 2025 Power Arena, Nokia Durata: 2h:05 - Spettatori: 1 341 | Grecia    | 3 - 1 | Finlandia | 23-25, 25-18, 25-23, 25-21        |
| 20 giugno 2025 Power Arena, Nokia Durata: 2h:28 - Spettatori: 164   | Croazia   | 3 - 2 | Grecia    | 25-22, 22-25, 18-25, 30-28, 20-18 |
| 21 giugno 2025 Power Arena, Nokia Durata: 1h:09 - Spettatori: 1 438 | Finlandia | 3 - 0 | Croazia   | 25-16, 25-12, 25-20               |

##### Girone 12
| 19 giugno 2025 Sportovní hala Klimeška, Kutná Hora Durata: 2h:33 - Spettatori: 500   | Romania    | 2 - 3 | Rep. Ceca  | 37-35, 17-25, 22-25, 25-18, 11-15 |
| 20 giugno 2025 Sportovní hala Klimeška, Kutná Hora Durata: 2h:01 - Spettatori: 150   | Portogallo | 1 - 3 | Romania    | 18-25, 25-21, 22-25, 22-25        |
| 21 giugno 2025 Sportovní hala Klimeška, Kutná Hora Durata: 2h:02 - Spettatori: 1 570 | Rep. Ceca  | 1 - 3 | Portogallo | 23-25, 25-23, 20-25, 22-25        |

#### Classifica
| Pos. | Squadra            | Pt | G | V | P | SV | SP | Ratio | PF  | PS  | Ratio |
| ---- | ------------------ | -- | - | - | - | -- | -- | ----- | --- | --- | ----- |
| 1.   | Israele            | 17 | 6 | 6 | 0 | 18 | 6  | 3,000 | 582 | 500 | 1,164 |
| 2.   | Grecia             | 16 | 6 | 5 | 1 | 17 | 7  | 2,428 | 583 | 536 | 1,087 |
| 3.   | Finlandia          | 15 | 6 | 5 | 1 | 16 | 4  | 4,000 | 482 | 381 | 1,265 |
| 4.   | Romania            | 15 | 6 | 5 | 1 | 17 | 6  | 2,833 | 546 | 493 | 1,107 |
| 5.   | Spagna             | 11 | 6 | 4 | 2 | 13 | 10 | 1,300 | 521 | 514 | 1,013 |
| 6.   | Rep. Ceca          | 8  | 6 | 3 | 3 | 12 | 12 | 1,000 | 556 | 555 | 1,001 |
| 7.   | Portogallo         | 7  | 6 | 2 | 4 | 11 | 14 | 0,785 | 565 | 566 | 0,998 |
| 8.   | Slovacchia         | 7  | 6 | 2 | 4 | 10 | 13 | 0,769 | 478 | 536 | 0,891 |
| 9.   | Macedonia del Nord | 5  | 6 | 2 | 4 | 6  | 14 | 0,428 | 427 | 469 | 0,910 |
| 10.  | Croazia            | 3  | 6 | 1 | 5 | 8  | 17 | 0,470 | 547 | 601 | 0,910 |
| 11.  | Lettonia           | 3  | 6 | 1 | 5 | 7  | 17 | 0,411 | 522 | 551 | 0,947 |
| 12.  | Montenegro         | 1  | 6 | 0 | 6 | 3  | 18 | 0,166 | 401 | 508 | 0,789 |

      Qualificata alla fase finale.
      Retrocessa in European Silver League.

### Fase finale
|  | Semifinali | Semifinali | Semifinali |           |   | Finale          | Finale          | Finale          |  |
|  |            |            |            |           |   |                 |                 |                 |  |
|  | 2          | Grecia     | 0          |           |   |                 |                 |                 |  |
|  | 2          | Grecia     | 0          |           |   |                 |                 |                 |  |
|  | 3          | Finlandia  | 3          |           |   |                 |                 |                 |  |
|  | 3          | Finlandia  | 3          |           | 3 | Finlandia       | 3               |                 |  |
|  |            |            |            |           | 3 | Finlandia       | 3               |                 |  |
|  |            |            | 6          | Rep. Ceca | 1 |                 |                 |                 |  |
|  | 1          | Israele    | 6          | Rep. Ceca | 1 | 0               |                 |                 |  |
|  | 1          | Israele    |            |           |   | 0               |                 |                 |  |
|  | 6          | Rep. Ceca  | 3          |           |   | Finale 3º posto | Finale 3º posto | Finale 3º posto |  |
|  | 6          | Rep. Ceca  | 3          |           |   |                 |                 |                 |  |
|  |            |            |            |           |   |                 |                 |                 |  |
|  |            |            |            |           |   | 2               | Grecia          | 1               |  |
|  |            |            |            |           |   | 2               | Grecia          | 1               |  |
|  |            |            |            |           |   | 1               | Israele         | 3               |  |

#### Semifinali
| 5 luglio 2025 Brněnské výstaviště, Brno Durata: 1h:31 - Spettatori: 1 029 | Grecia  | 0 - 3 | Finlandia | 19-25, 23-25, 20-25 |
| 5 luglio 2025 Brněnské výstaviště, Brno Durata: 1h:22 - Spettatori: 1 655 | Israele | 0 - 3 | Rep. Ceca | 14-25, 24-26, 23-25 |

#### Finale 3º posto
| 6 luglio 2025 Brněnské výstaviště, Brno Durata: 1h:53 - Spettatori: 1 458 | Grecia | 1 - 3 | Israele | 17-25, 25-23, 23-25, 21-25 |

#### Finale
| 6 luglio 2025 Brněnské výstaviště, Brno Durata: 2h:08 - Spettatori: 2 120 | Finlandia | 3 - 1 | Rep. Ceca | 24-26, 26-24, 25-15, 25-23 |

## Classifica finale
| Pos     | Squadra            | Rosa |
| ------- | ------------------ | --- |
| Oro     | Finlandia          | Formazione: 1 Ronkainen, 2 Ivanov, 6 Tyynismaa, 8 Köykkä, 9 Välimaa, 10 L. Marttila, 11 Haapaniemi, 13 Jokela, 14 Heiskanen, 15 Pozo-Hernández, 17 Savonsalmi, 20 Rasinperä, 21 Lindqvist, 24 N. Marttila, 25 Kaunisto, CT: Kunnari                 |
| Argento | Rep. Ceca          | Formazione: 4 Drahoňovský, 5 Zajíček, 6 Moník, 8 Šábrt, 9 Bartůněk, 11 Vašina, 12 Licek, 14 Čech, 15 Brichta, 16 Srb, 17 Šotola, 19 Kovařík, 21 Bryknar, 22 Perry, 23 Indra, 33 Roman, 39 Klimeš, 51 Klajmon, 95 Benda, CT: Novák                   |
| Bronzo  | Israele            | Formazione: 4 Liberman, 6 Batchkala, 7 Goldrin, 10 Ariel, 11 Maron, 12 Hazan, 13 Roitman, 15 Kopilevich, 17 Haver, 19 Rura, 20 Halachmi, 22 Chansky, CT: Stein                                                                                      |
| 4       | Grecia             | Formazione: 1 Kasampalīs, 2 Pitakoudīs, 5 Chandrinos, 7 Prōtopsaltīs, 10 Theodosīs, 11 Mouchlias, 12 Voulkidīs, 13 Andreopoulos, 14 Galiōtos, 15 Raptīs, 17 Vaïopoulos, 18 Stathelos, 21 Nanopoulos, 33 Tziavras, 70 Chandrinos, CT: Christofidelīs |
| 5       | Romania            | Template:Romania maschile pallavolo European Golden League 2025 |
| 6       | Spagna             | Template:Spagna maschile pallavolo European Golden League 2025 |
| 7       | Portogallo         | Template:Portogallo maschile pallavolo European Golden League 2025 |
| 8       | Slovacchia         | Template:Slovacchia maschile pallavolo European Golden League 2025 |
| 9       | Macedonia del Nord | Template:Macedonia del Nord maschile pallavolo European Golden League 2025 |
| 10      | Croazia            | Template:Croazia maschile pallavolo European Golden League 2025 |
| 11      | Lettonia           | Template:Lettonia maschile pallavolo European Golden League 2025 |
| 12      | Montenegro         | Template:Montenegro maschile pallavolo European Golden League 2025 |

|  | Retrocessa in European Silver League 2026. |

## Statistiche
| Rendimento individuale | Rendimento individuale | Rendimento individuale | Rendimento individuale |
| Pos.                   | Nome                   | Punti                  | Squadra                |
| ---------------------- | ---------------------- | ---------------------- | ---------------------- |
| 1                      | Shay Liberman          | 150                    | Israele                |
| 2                      | Petar Đirlić           | 148                    | Croazia                |
| 3                      | Mark Rura              | 140                    | Israele                |
| 4                      | Luka Marttila          | 128                    | Finlandia              |
| 4                      | Lukáš Vašina           | 128                    | Rep. Ceca              |

| Attacchi vincenti | Attacchi vincenti | Attacchi vincenti | Attacchi vincenti |
| Pos.              | Nome              | Punti             | Squadra           |
| ----------------- | ----------------- | ----------------- | ----------------- |
| 1                 | Petar Đirlić      | 136               | Croazia           |
| 2                 | Shay Liberman     | 129               | Israele           |
| 3                 | Lukáš Vašina      | 115               | Rep. Ceca         |
| 4                 | Mark Rura         | 109               | Israele           |
| 5                 | Luka Marttila     | 100               | Finlandia         |

| Muri vincenti | Muri vincenti      | Muri vincenti | Muri vincenti |
| Pos.          | Nome               | Punti         | Squadra       |
| ------------- | ------------------ | ------------- | ------------- |
| 1             | Petteri Tyynismaa  | 23            | Finlandia     |
| 2             | Lampros Pitakoudīs | 21            | Grecia        |
| 2             | Ofeck Hazan        | 21            | Israele       |
| 4             | Antonín Klimeš     | 20            | Rep. Ceca     |
| 5             | Gustavs Freimanis  | 16            | Lettonia      |
| 5             | Severi Savonsalmi  | 16            | Finlandia     |

| Battute vincenti | Battute vincenti | Battute vincenti | Battute vincenti |
| Pos.             | Nome             | Punti            | Squadra          |
| ---------------- | ---------------- | ---------------- | ---------------- |
| 1                | Mark Rura        | 20               | Israele          |
| 2                | Luka Marttila    | 17               | Finlandia        |
| 3                | Iliya Goldrin    | 15               | Israele          |
| 4                | Shay Liberman    | 13               | Israele          |
| 5                | Bruno Dias       | 11               | Portogallo       |
| 5                | Bela Bartha      | 11               | Romania          |
| 5                | Martin Licek     | 11               | Rep. Ceca        |